# Brighton Plantation
Brighton Plantation es una plantación ubicada en el condado de Somerset en el estado estadounidense de Maine. En el Censo de 2010 tenía una población de 70 habitantes y una densidad poblacional de 0,68 personas por km².

## Geografía
Brighton Plantation se encuentra ubicada en las coordenadas 45°3′58″N 69°42′21″O / 45.06611, -69.70583. Según la Oficina del Censo de los Estados Unidos, Brighton Plantation tiene una superficie total de 102.49 km², de la cual 100.65 km² corresponden a tierra firme y (1.79%) 1.84 km² es agua.

## Demografía
Según el censo de 2010, había 70 personas residiendo en Brighton Plantation. La densidad de población era de 0,68 hab./km². De los 70 habitantes, Brighton Plantation estaba compuesto por el 94.29% blancos, el 0% eran afroamericanos, el 0% eran amerindios, el 0% eran asiáticos, el 0% eran isleños del Pacífico, el 1.43% eran de otras razas y el 4.29% pertenecían a dos o más razas. Del total de la población el 0% eran hispanos o latinos de cualquier raza.